# Elektroschrauber

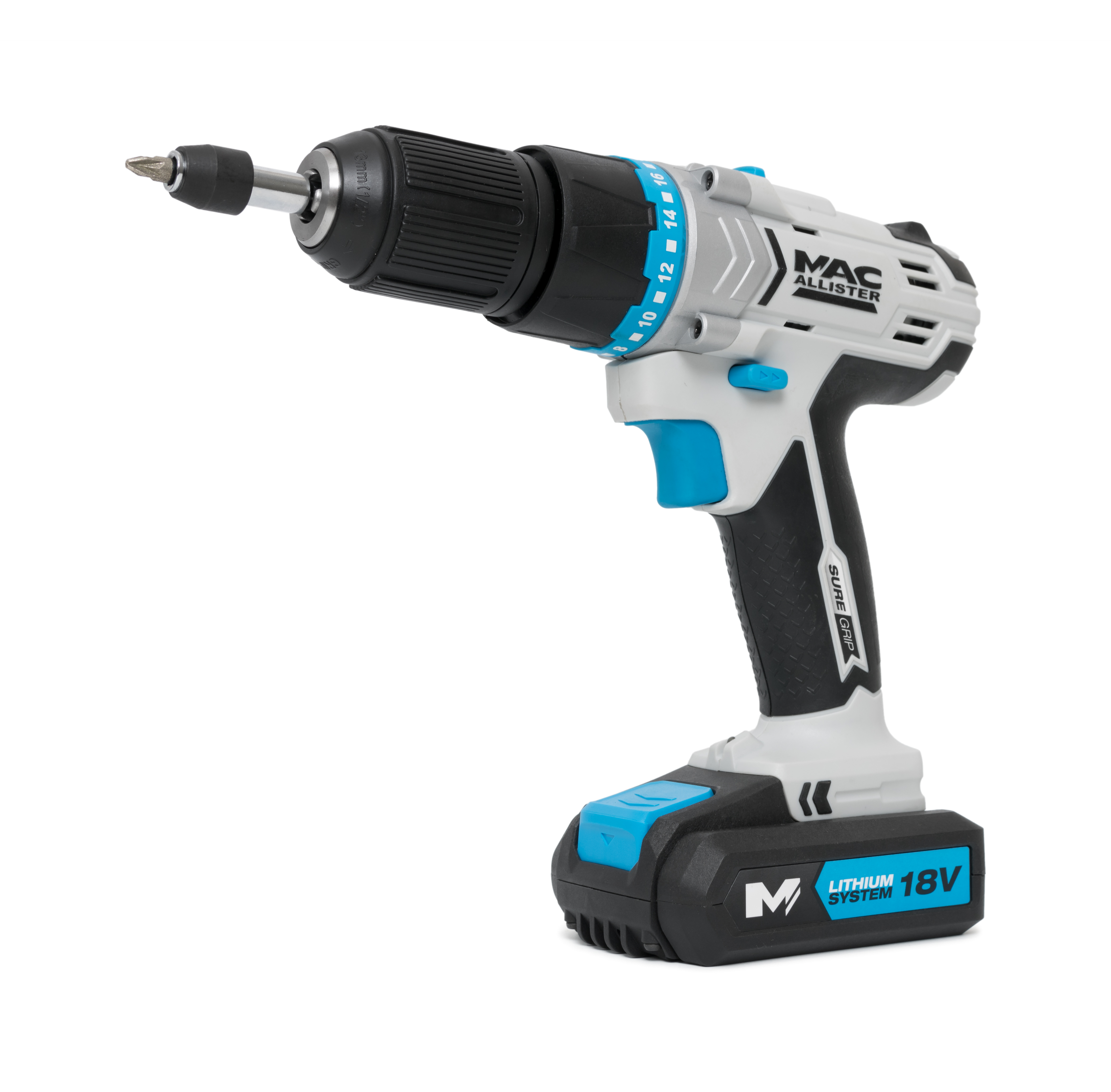
Akkubetriebener Elektroschrauber

Ein Elektroschrauber ist ein elektrisch angetriebenes Gerät zum Ein- und Ausdrehen von Schrauben und Muttern.

## Ausführungen
Bei den Schraubern kann grundsätzlich zwischen den beiden Ausführungen unterschieden werden:
- ein Elektromotor treibt direkt oder über ein Getriebe die Arbeitsspindel. Das Drehmoment an der Schraubverbindung muss gegengehalten werden. Dieses Prinzip wird beim Akkuschrauber umgesetzt.
- ein Elektromotor treibt über ein Schlagwerk wie beim Impulsschrauber die Arbeitsspindel. So kann an der Schraubverbindung ein wesentlich höheres Drehmoment erreicht werden, als gegengehalten werden muss.

Beide Ausführungen gibt es netzbetrieben oder akkubetrieben. Die elektrischen Schrauber sind teilweise auch zum Betrieb an einem Kfz-Bordnetz mit einer Nennspannung von 12 V oder 24 V verfügbar. Für besonders präzise Schraubfälle bieten die Schraubsteuerungen höhere Genauigkeiten und weitere Zusatzfunktionen.

## Anlauf der Schrauber
Beim Anlauf der Schrauber gibt es 2 grundsätzliche Arten.
- Im ersten Fall beginnt der Schraubvorgang durch ein händisches Drücken des Einschalters am Schrauber.
- Im anderen Fall besitzen diese keinen Einschalter zur Handauslösung. Der Schrauber läuft los, wenn der Schrauber mit dem Schraubbit auf die Schraube aufgesetzt wird und mit dem Schrauber händischer Druck auf die Schraube ausgeübt wird.

Zusätzlich besitzen die meisten Elektroschrauber einen zusätzlichen Umschalter, mit dem die Drehrichtung des Schraubers umgeschaltet werden kann.

## Vorteile und Nachteile
Die Elektroschrauber schalten beim Erreichen des Nenndrehmoments den Schraubvorgang ab. Eine Erwärmung des Schraubers hat meist keine negativen Auswirkungen auf den Schrauber selbst. Die elektrische Anschlussleitung beim Elektroschrauber ist meist leichter als die Druckluftleitung bei Druckluftschraubern. Weiterhin besitzen die Elektroschrauber verglichen mit den Druckluftschraubern meist eine deutlich geringere Toleranz beim Abschaltmoment. Weiterhin werden bei den Elektroschraubern keine Ölnebel in die Umgebung abgegeben, wie dies beim Druckluftschrauber durch die Druckluft erfolgt. Beim Elektroschrauber reicht meist eine einfache Steckdose aus, während beim Druckluftschrauber eine eigene Infrastruktur für das Druckluftsystem (Kompressor, Rohrleitungen, Druckminderer, Öler, …) erforderlich ist. Beim geregelten Elektroschrauber haben Spannungsschwankungen im Stromnetz nahezu keinen Einfluss auf die Präzision der Elektroschrauber. Als weiteren Vorteil besitzen die Elektroschrauber häufig die Möglichkeit zum Sanftanlauf.
Bei Elektrogeräten kann eine Überhitzung zu einer Beschädigung des Geräts führen. Dies kann beim Elektroschrauber zum Ausfall führen. Im Gegensatz zum Druckluftschrauber ist der Elektroschrauber nicht so stark überlastbar.